# 教育公務員
教育公務員（きょういくこうむいん）とは、教育に密接な関係性を有している公務員のことである。日本では、通例、教育公務員特例法第2条で定義されている地方公務員を指す。

## 概要
教育公務員は、教育公務員特例法第2条で定義されている概念であり、地方公務員のうち、学校教育法第1条に定める学校（小学校、中学校、高等学校、中等教育学校、大学、高等専門学校、特別支援学校及び幼稚園）であって、公立学校（地方独立法人法第68条第1項に規定する公立大学法人が設置する大学を除く。）の学長、副学長、学部長、大学の教養部の長、大学附属の研究所・病院・図書館の長、教員（教授、准教授、助教、校長、園長、教諭、助教諭、養護教諭、養護助教諭、常勤講師、寄宿舎指導員、実習助手）、教育委員会の教育長・指導主事・社会教育主事である。
このうち、教育委員会及び公立学校の職員は、地方公務員としての一般法である地方公務員法の適用を受けるが、教育公務員特例法は地方公務員法に対する特別法として、教育公務員の職務と責任の特殊性に基づき、任免・分限・給与・懲戒・服務・研修・職員団体について規定を設けている。
公立学校において教員の職務に準ずる職務を行う者（非常勤講師など）、国立または公立の専修学校および各種学校の校長及び教員は教育公務員ではないが、政令に定めるところにより教育公務員特例法の規定が準用される（同法第30条）。なお、日本の国立大学の教員はみなし公務員（かつては国家公務員）であり、公務員ではない。